# Prajogo Pangestu
Prajogo Pangestu (chiń. 彭云鹏; ur. 13 maja 1944 w Sambas) – indonezyjski przedsiębiorca i filantrop. W 1977 r. założył przedsiębiorstwo Barito Pacific Timber. Obecnie jest właścicielem grupy Barito Pacific, która zajmuje się leśnictwem, przemysłem petrochemicznym, nieruchomościami, plantacjami, ropą i gazem, wydobyciem węgla i złota, a także energią geotermalną. 
Jego majątek szacowany był w 2021 r. na 7,6 mld USD.